# 양서고등학교
양서고등학교(楊西高等學校)는 대한민국 경기도 양평군 양서면 용담리에 위치한 사립 고등학교이다.

## 학교 연혁
- 1979년 4월 16일 : 학교법인 우진학원 설립인가 (설립자 겸 이사장 어경찬 선생 취임)
- 1979년 11월 21일 : 양서종합고등학교 설립인가 (보통과 2학급, 상업과 2학급)
- 1980년 3월 1일 : 제1대 교장 조명구 선생 취임
- 1980년 3월 7일 : 개교 및 입학식
- 1982년 10월 14일 : 본관 증축
- 1985년 2월 10일 : 우진관 신축(우진관 3층)
- 1989년 11월 10일 : 실내체육관 준공
- 1999년 4월 29일 : 학교 급식소 준공
- 2003년 3월 1일 : 양서고등학교로 개명
- 2003년 9월 1일 : 여학생 우진관 기공
- 2007년 3월 15일 : 제3우진관(1,2,3층) 준공
- 2007년 11월 27일 : 인조잔디 및 우레탄 트랙 준공
- 2008년 5월 31일 : 제3우진관(4,5층) 증축 완공
- 2008년 9월 1일 : 보통과 1학급 증설(보통과 7학급, 전문계 2학급)
- 2011년 5월 27일 : 종합교육관 준공
- 2020년 3월 1일 : 제10대 교장 황순홍 선생 취임

## 설치 학과
- 웹디자인과
- 정보처리과

## 참고 자료
- 양서고등학교 - 한국교육학술정보원 학교알리미